# Беверли Силс
Беверли Силс (енгл. Beverly Sills; Бруклин, 25. мај 1929 — Њујорк, 2. јул 2007) је била америчка оперска певачица. Била је једна од водећих колоратурних сопрана од 50их до 70их година 20. века. Посебно је била позната по својим улогама: Лучије (Лучија од Ламермура), Манон (Манон), Марије (Кћи пука), Росине (Севиљски берберин) и Виолете (Травијата).
После завршетка певачке каријере била је директор Метрополитен опере 2002—2005.
NPR је изјавио да је њен глас „способан да врти наизглед бесконачну легато линију, или да прсне кристалним савршенством у таласе заслепљујуће фиоритуре и узбудљивих високих тонова.“

## Биографија
Силс је рођена као Бел Миријам Силверман у Краун Хајтсу Бруклин, Њујорк, у породици Ширли Бан (рођена Соња Марковна), музичарка, и Морис Силверман, посредник осигурања. Њени родитељи су били јеврејски имигранти из Одесе, Украјина, (тада део Русије) и Букурешта, Румунија. Она је одрасла у Бруклину, где је међу пријатељима била позната као Силверман „Баблс”. Као дете говорила је јидиш, руски, румунски, француски и енглески. Похађала је средњу школу Еразмус Хол у Бруклину, као и професионалну дечију школу на Менхетну.
Са три године, Силс је победила на такмичењу „Мис лепа беба”, на којем је певала „The Wedding of Jack and Jill”. Почевши од четврте године, професионално је наступала у суботњем јутарњем радијском програму „Rainbow House”, као „Баблс” Силверман. Силс је почела да похађа часове певања код Естел Либлинг у својој седмој години, а годину дана касније певала је у кратком филму Uncle Sol Solves It (снимљен августа 1937, објављен јуна 1938. од стране Educational Pictures), до када је усвојила своје уметничко име Беверли Силс. Либлинг ју је подсткла на аудицију за Аматерски сат мајора Боуза на CBS радију, и 26. октобра 1939. године, са 10 година, Силс је била победник програма те недеље. Боуз ју је затим замолио да се појави у његовој Capitol Family Hour, недељној естради. Њено прво појављивање било је 19. новембра 1939, на 17. годишњицу емисије, а након тога се често појављивала у програму.
Године 1945, Силсова је дебитовала на професионалној сцени са турнејском компанијом Гилберт и Саливан у продукцији Џејкоба Џ. Шуберта, свирајући у дванаест градова у САД и Канади, у седам различитих Гилбертових и Саливанових опера. У својој аутобиографији из 1987, она напомиње да јој је та турнеја помогла у развијању комичних сцена по којима је убрзо постала позната: „Играла сам главну улогу у Patience, и апсолутно ми се допао лик, јер је Пејшенс веома духовита, љупка девојка... Играла сам је као глупа Дора до краја и заиста се забављала улогом... Моја Пејшенс је са сваким наступом постајала све неспретнија и неспретнија, а то се публици допадало ... Открила сам да имам дар за урнебесни хумора, и било је забавно вежбати га на сцени." Силс је певала у лаким операма још неколико година.

### Касније године и смрт
Године 1978, Силс је најавила да ће се повући 27. октобра 1980. на опроштајној гала у Њујоршкој опери. У пролеће 1979. почела је да ради као кодиректор NYCO, а од јесење сезоне те године постала је генерални директор. На тој функцији је била до 1989. године, иако је остала у NYCO одбору до 1991. године. Док је била генерални директор, Силс је помогла да се оперска компанија која је иницијално била у финансијским потешкоћама претвори у одрживо предузеће. Такође се посветила разним уметничким циљевима и добротворним организацијама као што је March of Dimes и била је тражена за говорничке ангажмане у кампусима колеџа и за прикупљање средстава.
Од 1994. до 2002. Силс је била председница Линколн центра. У октобру 2002. пристала је да служи као председница Метрополитен опере, за коју је била члан управног одбора од 1991. Дала је оставку на место председнице Мета у јануару 2005, наводећи породицу као главни разлог (морала је да смести свог мужа, кога је неговала је више од осам година, у старачки дом). Остала је довољно дуго да надгледа именовање Питера Гелба, бившег шефа компаније Sony Classical Records, за генералног менаџера Мета, који је наследио Џозефа Волпа у августу 2006.
Питер Гриноф, њен муж, умро је 6. септембра 2006. у 89. години, мало пре 50. годишњице брака 17. новембра 2006. године.
Она је била ководитељ емисије The View најбољих пријатеља дана 9. новембра 2006, као најбоља пријатељица Барбаре Волтерс. Изјавила је да више не пева, чак ни под тушем, да би сачувала успомену на свој глас.
Појавила се на екрану у биоскопима током HD преноса уживо из Мета, интервјуисана је током паузе од стране водитељке Маргарет Јунтвејт 6. јануара 2007. (I puritani симулкаст), као интервјуер иза кулиса дана 24. фебруара 2007. (симултани пренос Јуџина Оњегина), и затим, накратко, 28. априла 2007. (Il trittico симулкаст).
Дана 28. јуна 2007, Асошиејтед прес и Си-Ен-Ен известили су да је Силс хоспитализована као „смртно болестан”, од рака плућа. Са својом ћерком поред кревета, Беверли Силс је подлегла раку дана 2. јула 2007. у 78. години. Сахрањена је у Шарон Гарденс, јеврејском одељењу гробља Кенсико у Валхали у Њујорку. Њу је дадживело двоје њене деце и троје пастораке из првог са Питером Гриноу. Њена ћерка Мередит („Мафи“) Гриноу умрла је 3. јула 2016. године у Њујорку.

## Глас
Силсов глас је на различите начине описиван као „богат, гибак“, „сребрнаст“, „прецизан, благо лак“, „разнобојан“, „снажан и заокружен“, са „ивицом која може да пресече највећи оркестар и хор“ , лако уздижући изнад високог Ц. Њена техника и музичке способности су били веома цењени. Диригент Томас Шиперс је у интервјуу за Тајм 1971. рекао да је имала „најбржи постојећи глас“. Њујорк Тајмс пише да је „могла да шаље колоратурне роладе и украсе, прекривене блиставим високим Д- и Е-дуровима, са наизглед безнапорном агилношћу. Певала је са скрупулозним музицирањем, ритмичком оштроумношћу и живописним осећајем за текст.“ Сопран Леонтајн Прајс је била „запрепашћена колико милиона ствари може да уради са написаном скалом.“ Њен вокални опсег, у извођењу, је покривао од Ф3 до Ф6, а изјавила је да би понекад могла да досегне Г6 при загревању.

## Снимци и емисије
Током своје оперске каријере, Силс је снимила осамнаест дугометражних опера:
- The Ballad of Baby Doe (Bible, Cassel; Buckley, 1959)
- Giulio Cesare (Wolff, Forrester, Treigle; Rudel, 1967)
- Roberto Devereux (Wolff, Ilosfalvy, Glossop; Mackerras, 1969)
- Lucia di Lammermoor (Bergonzi, Cappuccilli, Díaz; Schippers, 1970)
- Manon (Gedda, Souzay, Bacquier; Rudel, 1970)
- La traviata (Gedda, Panerai; Ceccato, 1971)
- Maria Stuarda (Farrell, Burrows, L.Quilico; Ceccato, 1971)
- The Tales of Hoffmann (Marsee, Burrows, Treigle; Rudel, 1972)
- Anna Bolena (Verrett, Burrows, Plishka; Rudel, 1972)
- I puritani (Gedda, L.Quilico, Plishka; Rudel, 1973)
- Norma (Verrett, di Giuseppe, Plishka; Levine, 1973)
- The Siege of Corinth (Verrett, Theyard, Díaz; Schippers, 1974)
- Il barbiere di Siviglia (Barbieri, Gedda, Milnes, Raimondi; Levine, 1974–75)
- I Capuleti e i Montecchi (Baker, Gedda, Herincx, Lloyd; G.Patanè, 1975)
- Thaïs (Gedda, Milnes; Maazel, 1976)
- Louise (Gedda, van Dam; Rudel, 1977)
- Don Pasquale (Kraus, Titus, Gramm; Caldwell, 1978)
- Rigoletto (M.Dunn, Kraus, Milnes, Ramey; Rudel, 1978)

Силс је такође снимила девет соло рециталних албума арија и песама, а била је и сопран солиста на снимку Малерове симфоније бр. 2 из 1967. године.
Она је глумила у осам оперских продукција емитованих на PBS-у и још неколико на другим јавним ТВ системима. Учествовала је у ТВ специјалима као што су A Look-in at the Met са Данијом Кајеом 1975. године, Sills and Burnett at the Met, са Карол Бернет 1976. и Profile in Music, којим је освојио Еми награду за своје приказивање у САД у 1975, иако је снимљена у Енглеској 1971.
Неки од тих телевизијских наступа су комерцијално дистрибуирани на видео касети и ДВД-у:
- Ariadne auf Naxos (Watson, Nagy; Leinsdorf, 1969) [Concert Version]
- La fille du régiment (Costa-Greenspon, McDonald, Malas; Wendelken-Wilson, Mansouri, 1974)
- Roberto Devereux (Marsee, Alexander, Fredricks; Rudel, Capobianco, 1975)
- La traviata (H.Price, Fredricks; Rudel, Capobianco, 1976)
- Il barbiere di Siviglia (H.Price, Titus, Gramm, Ramey; Caldwell, Caldwell, 1976)
- Manon (H.Price, Fredricks, Ramey; Rudel, Capobianco, 1977)

Други који нису комерцијално доступни укључују:
- The Magic Flute (Pracht, Shirley, Reardon; NN, NN, 1966)
- Le coq d'or (Costa-Greenspon, di Giuseppe, Treigle; Rudel, Capobianco, 1971)
- Die lustige Witwe (Titus; Alcántara, Capobianco, 1977)
- Il turco in Italia (Marsee, H.Price, Titus, Gramm; Rudel, Capobianco, 1978)
- Don Pasquale (Kraus, Hagegård, Bacquier; Rescigno, Dexter, 1979)

Након што се повукла из певања 1980. до 2006. године, Силс је била водитељка многих телевизијских емисија PBS Live from Lincoln Center.